# Jevgeni Najer

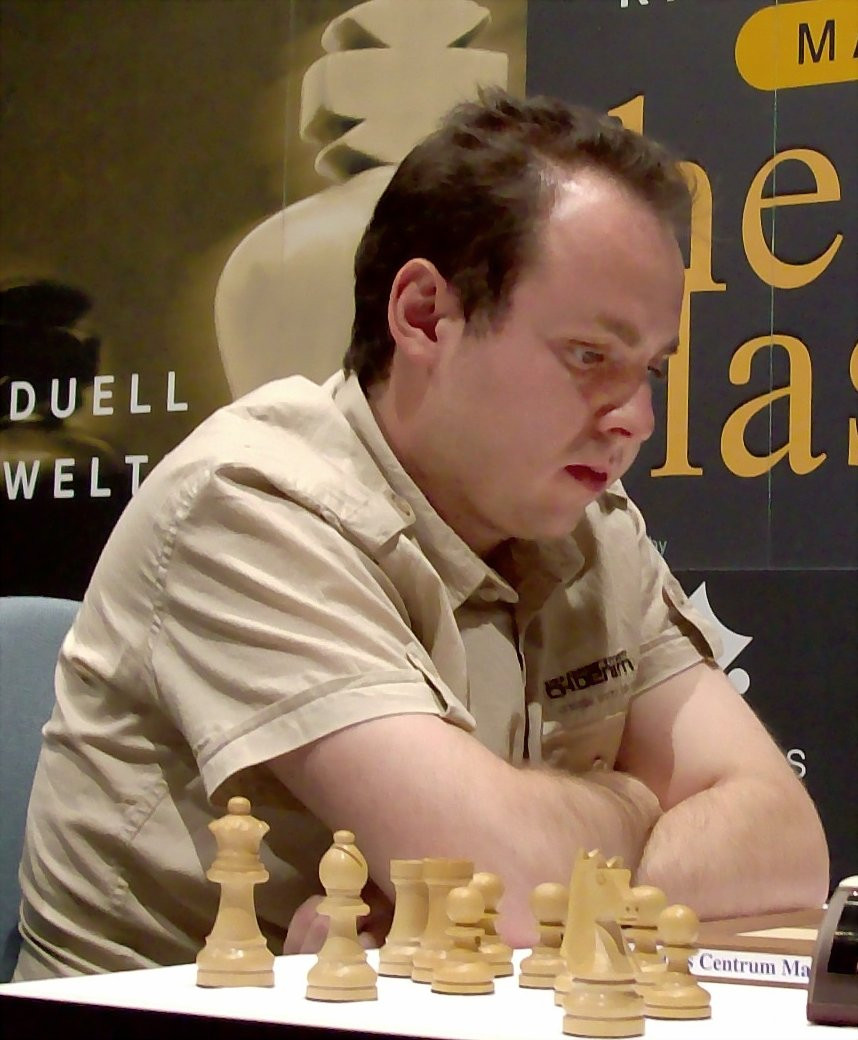
Jevgeni Najer (2008)

Jevgeni Joerjevitsj Najer (Russisch: Евгений Юрьевич Наер) (Moskou, 22 juni 1977) is een Russisch schaker met FIDE-rating 2659 in 2017. Hij is sinds 1999 een grootmeester (GM). In 2015 won hij het Europees kampioenschap schaken.
- Najer won het Russische jeugdkampioenschap in de categorie tot 20 jaar.
- In 1996 won hij een toernooi in Pardubice, in 1998 kon hij opnieuw in Pardubice winnen, waarbij hij zijn eerste GM-norm behaalde. De GM-titel kreeg hij in 1999.
- In 1998 en in 2003 won hij het schaakkampioenschap van de stad Moskou.[2][3]
- In augustus 2002 won hij het US Open in Cherry Hill Township, New Jersey (gedeeld eerste met Gennadi Zaichik).[4]
- In maart 2004 won hij het Cappelle-la-Grande-Open.[5]
- In de 32e World Open dat werd gehouden van 30 juni t/m 4 juli 2004 in het Adams Mark Hotel in Philadelphia, werd Najer na een tie-break derde.
- In 2004 werd hij gedeeld 1e–3e met Michael Roiz en Leonid Gofshtein bij het Ashdod Chess Festival.[6]
- In mei 2005 speelde Najer mee in het open Global Chess Challenge toernooi dat in Minneapolis verspeeld werd. Dit toernooi werd met 7.5 punt gewonnen door Zviad Izoria; er waren zeven spelers met 7 punten, onder wie Najer.
- In juli 2005 werd in Jeruzalem het Maccabiade gespeeld. Najer won met 3.5 punt uit vijf wedstrijden.
- Eveneens in juli 2005 speelde Najer mee in het Czech open en eindigde daar met 7 punten uit 9 ronden op een gedeelde tweede plaats. Andrej Kovaljov werd eerste met 7.5 punt.
- In sept. 2005 speelde Najer mee in de semi-finale om het kampioenschap van Rusland dat in Kazan gespeeld werd en waar hij met 6.5 punt uit negen ronden op een gedeelde derde plaats eindigde.
- In februari 2007 won hij, na een tiebreak met Vasily Yemelin, het derde Moskou Open toernooi, dat plaatsvond in de Universiteit voor Sociale Wetenschappen.[7]
- In mei 2008 won hij in Bakoe de President's Cup.
- Najer won het World Open toernooi in Philadelphia achtereenvolgens in juli 2008 en in juli 2009.[8]
- In juli 2009 won Najer won het rapidschaak-toernooi van het Richard Riordan Schaakfestival, dat onderdeel was van de 18e Maccabiade.[9] Onder de deelnemers bevonden zich Boris Gelfand en Judit Polgar.[10]
- Eveneens in juli 2009 werd hij gedeeld eerste met Robert Fontaine in het Paleochora Open toernooi.[11]
- In 2010 werd hij bij het 14e Chicago Open toernooi gedeeld 2e–5e met Michael Adams, Victor Mikhalevski en Jiří Štoček.[12]
- In 2015 won hij het Europees kampioenschap schaken in Jeruzalem met 8½ pt. uit 11.[13]
- Daarmee kwalificeerde hij zich voor deelname aan de Wereldbeker Schaken 2015, waar hij in de eerste ronde werd uitgeschakeld door Rauf Mamedov.[14]
- In maart 2016 won hij, met 6½ pt. uit 9, het Aeroflot Open toernooi in Moskou (voor Boris Gelfand, na tiebreak).

## Secondant
Jevgeni Najer was in 2009 een van de secondanten van Gata Kamsky in zijn match tegen Veselin Topalov in de strijd om het wereldkampioenschap.

## Open brief
Samen met 43 andere Russische topschakers, tekende Najer een open brief aan de Russische president Vladimir Poetin, waarin werd geprotesteerd tegen de Russische invasie van Oekraïne in 2022 en waarin solidariteit met de Oekraïense bevolking werd geuit.

## Externe koppelingen
- (en)   Informatie over schaakpartijen van Jevgeni Najer op ChessGames.com
- (en)   Informatie over schaakpartijen van Jevgeni Najer op 365chess.com
- (en)  FIDE-ratinggegevens voor Jevgeni Najer